# Géiser

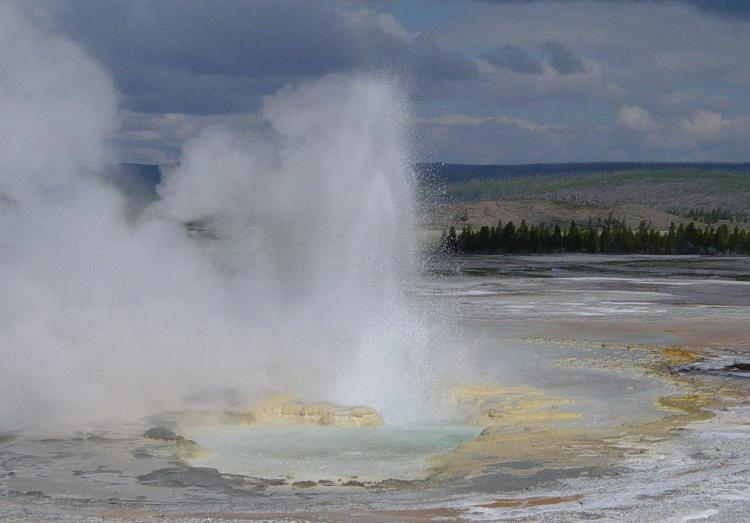
Géiser Clepsydra en Yellowstone.

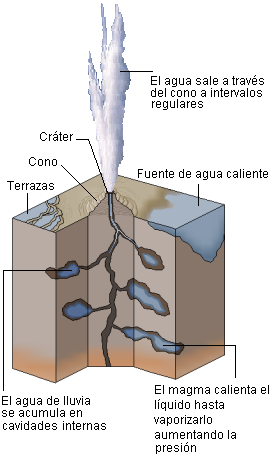

Un géiser (de Geysir, nombre de una terma en Haukadalur, Islandia, cuyo nombre a su vez proviene del verbo islandés geysa, 'emanar') es un tipo especial de fuente hidrotermal que emite periódicamente una columna de agua caliente y vapor al aire.
El famoso Geysir de Islandia es el que ha dado el nombre común de géiser a estas fuentes termales. Desde 2006, el Geysir está acordonado por motivos de seguridad. Otro famoso géiser que se encuentra a 25 m, el Strokkur, se puede ver expulsando chorros de agua caliente cada 14 minutos. En el parque de Haukadalur se encuentran un total de seis géiseres.
La formación de géiseres requiere una hidrogeología favorable que existe solo en algunas partes del planeta, por lo que son un fenómeno bastante extraño. Existen cerca de 1000 alrededor del planeta, de los cuales casi la mitad están ubicados en el parque nacional de Yellowstone, Estados Unidos.
La actividad de erupción de los géiseres puede cambiar o cesar debido a la deposición de minerales dentro de los conductos —tuberías— internos del géiser, al intercambiar funciones con fuentes termales cercanas, por la influencia de terremotos, o a causa de la intervención humana.

## Erupciones
|                                    |                                                         |
| 1. El vapor sale del agua caliente | 2. El agua se empieza a desbordar                       |
|                                    |                                                         |
| 3. La tensión superficial se rompe | 4. El agua liberada es expulsada hacia arriba y regresa |

La actividad de los géiseres, como toda actividad de fuente termal, es causada por el contacto entre el agua superficial y rocas calentadas por el magma ubicado subterráneamente. El agua calentada geotérmicamente regresa a la superficie por convección a través de rocas porosas y fracturadas. Los géiseres se diferencian de las demás fuentes termales por su estructura subterránea; muchos consisten en una pequeña abertura a la superficie conectada con uno o más tubos subterráneos que conectan con las reservas de agua.
A medida que el géiser se llena, el agua más superficial se va enfriando, pero debido a lo estrecho del conducto, el enfriamiento conectivo del agua en la reserva es imposible. El agua fría de la superficie es presionada desde abajo por el agua caliente, asemejándose a la tapa de una olla a presión, haciendo que el agua de reserva se sobrecaliente, manteniendo el líquido a temperaturas superiores a su punto de ebullición.
Por último, la temperatura del fondo del géiser comienza a subir alcanzando el punto de ebullición; las burbujas del vapor ascienden hasta la punta del conducto. Al atravesar el cráter del géiser, algo de agua se desborda y salpica hacia afuera, reduciendo la anchura de la columna y la presión del agua que hay debajo. Con este escape de presión, el agua sobrecalentada se mezcla con el vapor, ebulliendo violentamente por la columna. La espuma resultante entre el vapor y el agua caliente es expulsada fuera del géiser.
El agua restante en el géiser se va enfriando y la erupción finaliza; el agua caliente se comienza a filtrar nuevamente dentro del depósito, y el ciclo comienza de nuevo. La duración de las erupciones y el tiempo entre una y otra varían según el géiser; Strokkur en Islandia entra en erupción algunos segundos cada 14 minutos, mientras que el Grand Geyser en los Estados Unidos eclosiona durante unos 10 minutos cada 8 o 12 horas. 

## Tipos de géiser
Hay dos tipos de géiser:

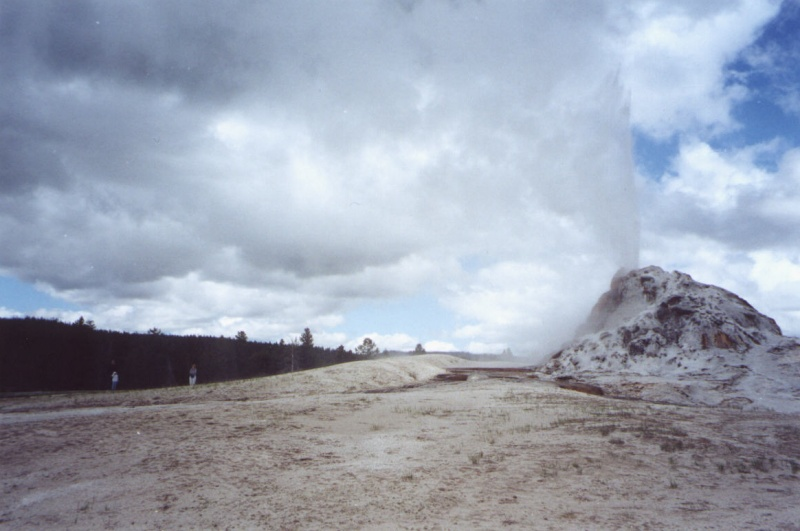
Erupción del géiser White Dome, en Yellowstone.

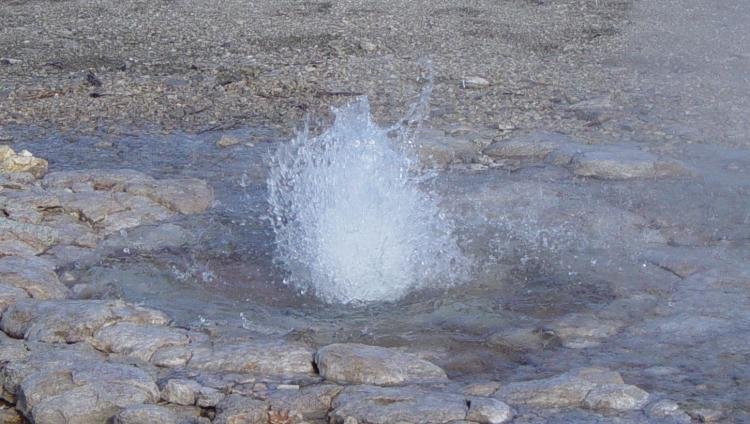
Vixen Geyser en Yellowstone.

- géiseres de fuente, que expulsan estanques de agua, típicamente en series de explosiones intensas, incluso violentas.
- géiseres de cono, que expulsan conos o montículos de aglomerados silíceos (también conocidos como geiserita), habitualmente en chorros estables que duran desde unos pocos segundos a muchos minutos. Old Faithful, probablemente el más famoso géiser del Parque Nacional de Yellowstone, es un ejemplo de géiser de cono.

Las intensas fuerzas transitorias dentro de los géiseres son la principal razón de su rareza. Hay muchas zonas volcánicas en el planeta que tienen fuentes termales, ollas de barro (solfataras) y fumarolas, pero muy pocas tienen géiseres. Esto se debe a que en muchos lugares, incluso donde existen otras condiciones para la actividad de géiseres, las estructuras de rocas son débiles, y las erupciones erosionan los canales y destruyen rápidamente los géiseres.
La mayoría de los géiseres se forman en lugares donde hay rocas volcánicas como la riolita, la cual se disuelve en agua caliente y forma depósitos minerales llamados aglomerados silíceos, o geiseritas, junto al interior de los sistemas de cañerías. A través del tiempo, estos depósitos consolidan la roca firmemente, reforzando las paredes del canal y permitiéndole al géiser persistir.
Los géiseres son un fenómeno bastante frágil y si alguna condición en su ambiente cambia pueden «morir». Muchos géiseres han sido destruidos debido a que la gente arroja desperdicios y escombros en ellos; otros han cesado sus erupciones motivado a la reducción del agua por parte del consumo de plantas de energía geotérmica. El Gran Geysir de Islandia tenía periodos de actividad y reposo. Durante los largos periodos de reposo, las erupciones fueron inducidas artificialmente por los humanos —siempre para ocasiones especiales— con la adición de tensoactivos en el agua. Estas actividades fueron cesadas ya que los erupciones forzadas dañaron la estructura del géiser, especialmente el sistema de cañerías. Luego de un terremoto en Islandia en el 2000, el géiser se volvió en cierta manera más activo. Al principio el géiser entraba en erupción cerca de ocho veces por día. En julio de 2003, Geysir entraba en erupción varias veces por semana.
Los colores específicos de un géiser derivan del hecho de que a pesar de existir aparentes condiciones severas, a menudo se encuentra vida dentro de ellos (e incluso en hábitats de temperaturas más elevadas) en la forma de procariotas termofílicas. Ninguna de las eucariotas conocidas puede sobrevivir en ambientes sobre los 60 °C.
En los años 1960, cuando la investigación de la biología de géiseres apareció por primera vez, los científicos estaban convencidos de que ninguna forma de vida podía sobrevivir en temperaturas superiores a 73 °C —el límite superior para la supervivencia de las cianobacterias, ya que la estructura de proteínas importantes y el ácido desoxirribonucleico se destruirían–. La temperatura óptima para la bacteria termofílica se sitúo incluso por debajo de la anterior, cerca de los 55 °C.
No obstante, las observaciones probaron que es posible la vida en temperaturas elevadas, incluso algunas bacterias prefieren temperaturas superiores al punto de ebullición del agua. Docenas de esas bacterias son conocidas hoy en día. Las termófilas prefieren temperaturas entre 50 y 75 °C. Entre estas, la primera en descubrirse y la más importante para la biotecnología es Thermus aquaticus. Las bacterias hipertermófilas crecen en temperaturas superiores a los 75 °C y hasta 110 °C. Como tienen enzimas que mantienen su actividad incluso a elevadas temperaturas, han sido usadas como fuente de herramientas termoestables, que son importantes en medicina y biotecnología, por ejemplo para crear antibióticos, plásticos, detergentes (por el uso de enzimas estables al calor como lipasas, pululanasas y proteasas), y productos fermentados (el etanol es producido). El hecho de que ese tipo de bacterias existan da esperanzas de encontrar vida en otros objetos astronómicos, dentro o fuera de nuestro sistema solar.

## Número y distribución

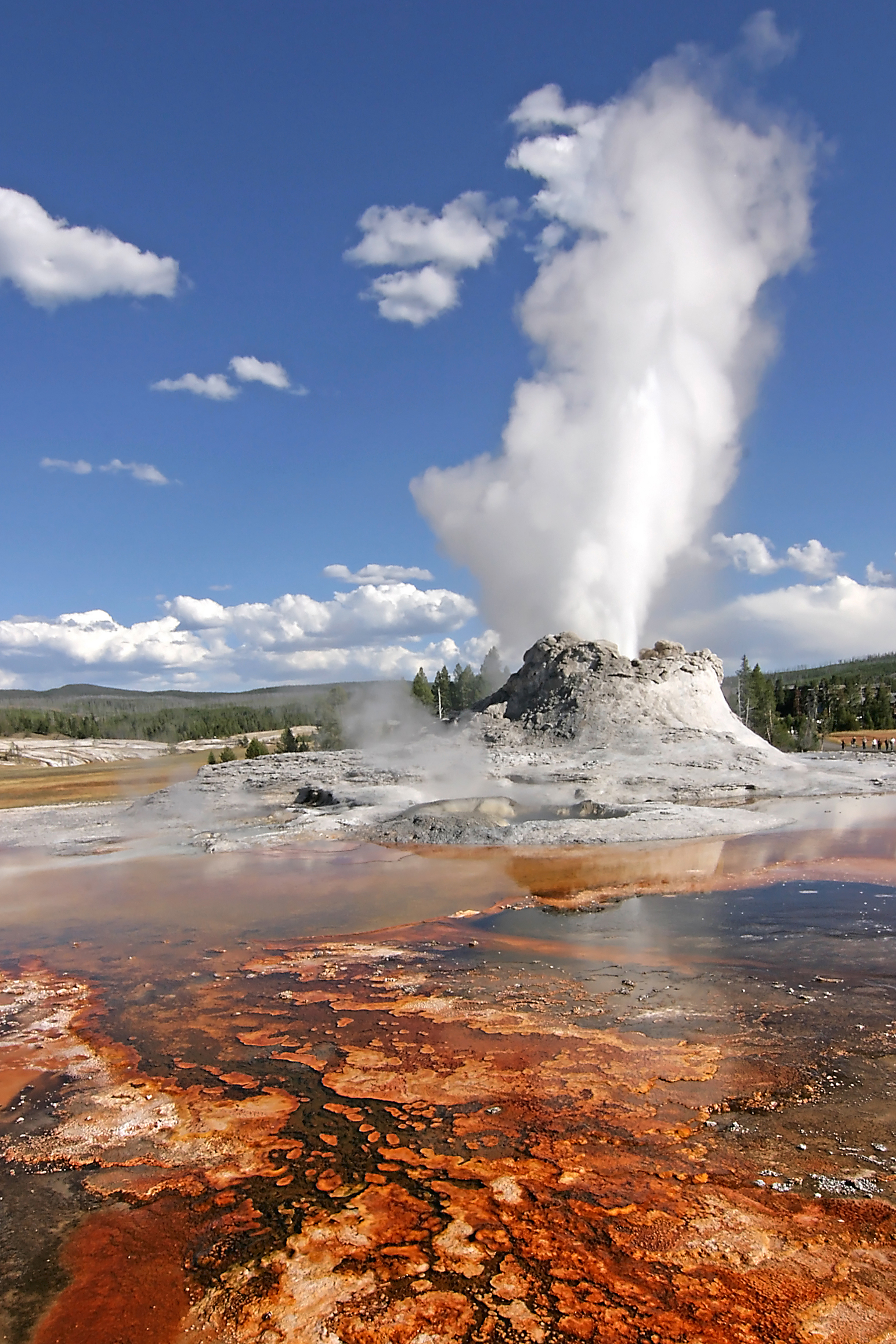
Erupción del géiser Castle, en el parque nacional de Yellowstone.

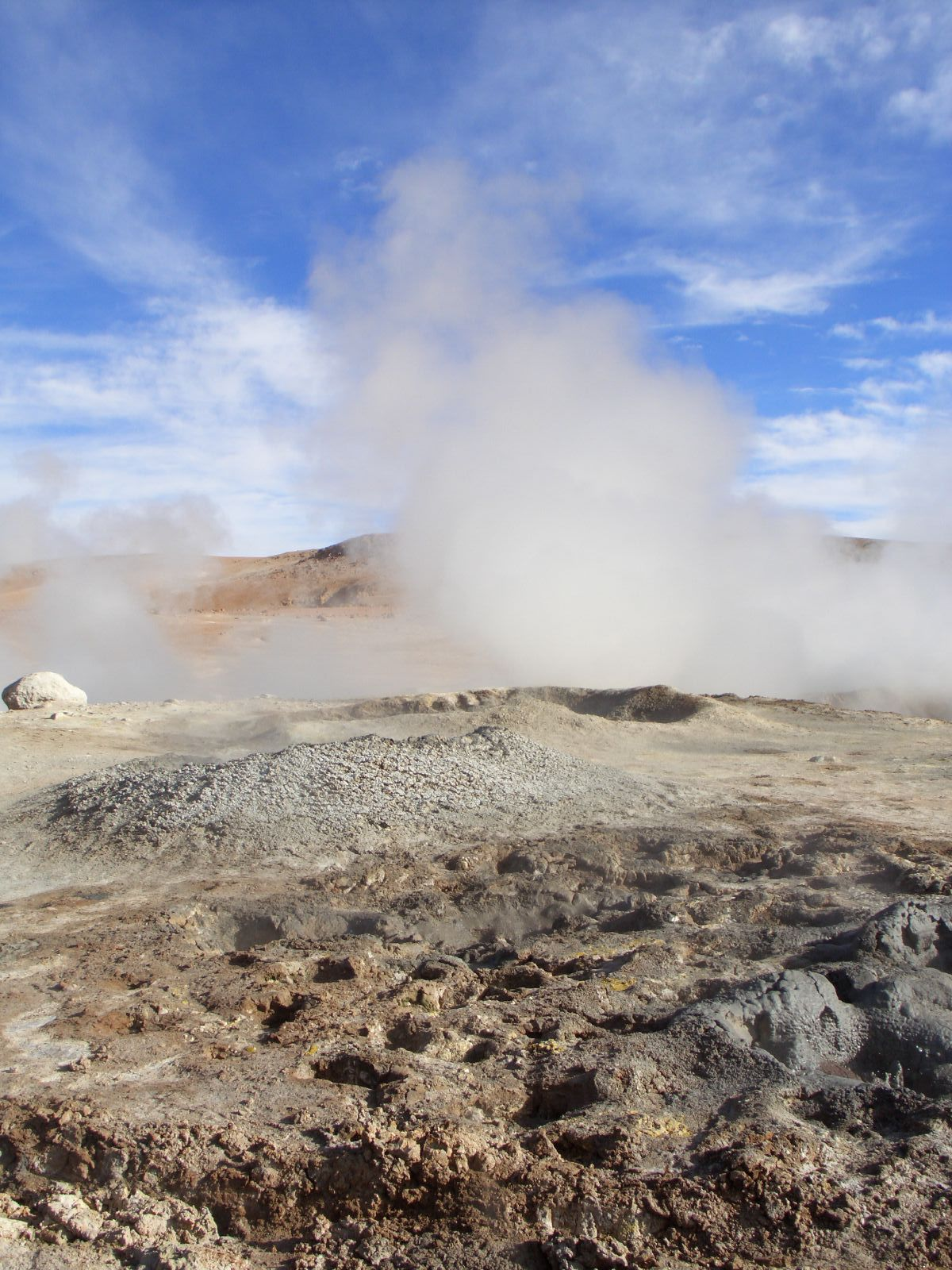
Géiser en Sol de Mañana, a una altitud de 4850 m s. n. m., en el sudoeste de Bolivia.

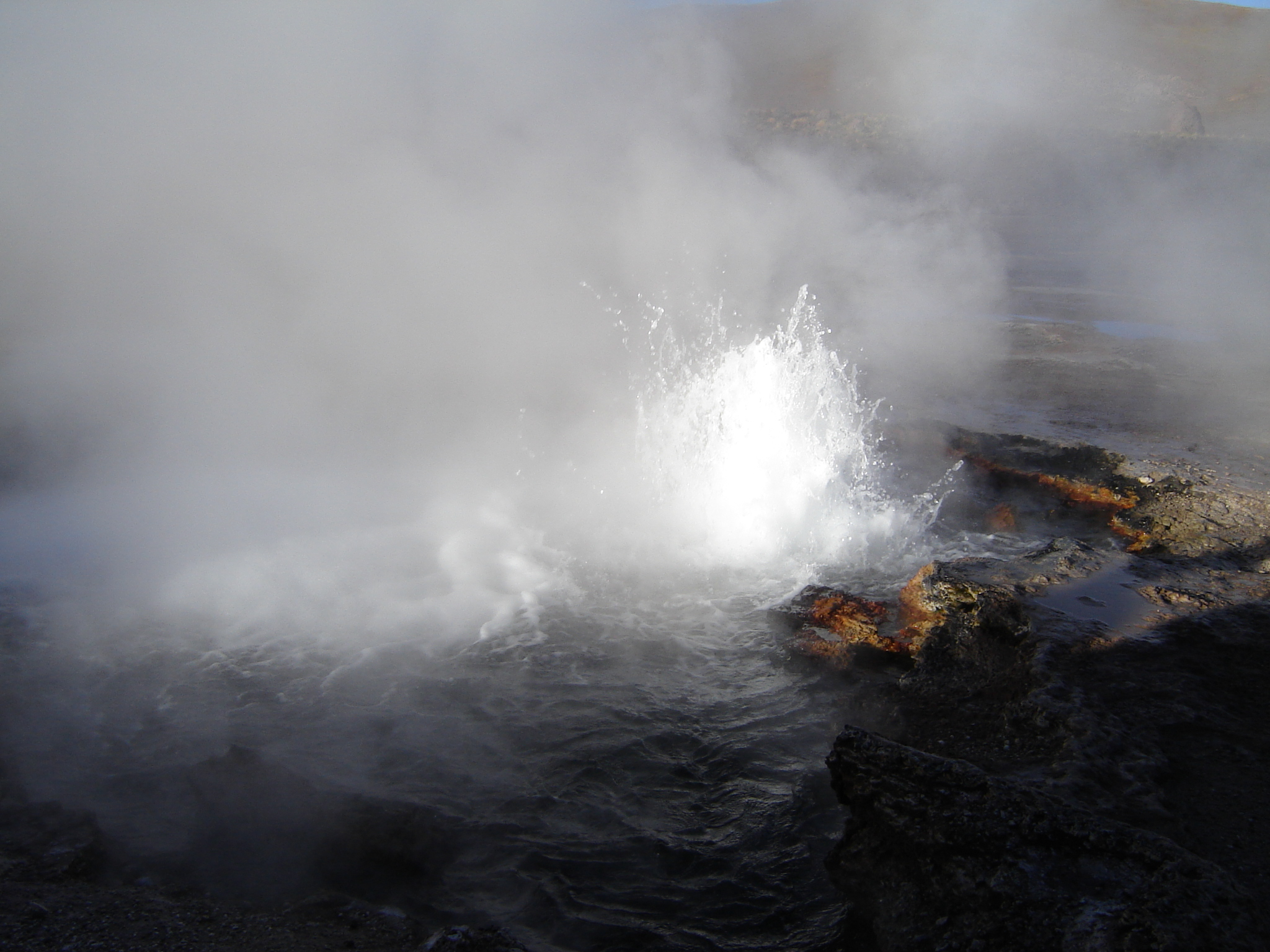
Géiser en El Tatio, a una altitud de 4200 m s. n. m., en el norte de Chile.

Los géiseres son bastante raros, requiriendo una peculiar combinación de agua y calor. Esta combinación existe en pocos lugares de la Tierra, cerca de áreas volcánicas activas con magma próximo a la superficie. Los ocho campos de géiseres más grandes del mundo son los siguientes:
1. Parque nacional de Yellowstone, Wyoming, Estados Unidos.
2. Reserva natural Kronotski, Península de Kamchatka, Rusia.
3. El Tatio, Región de Antofagasta, Chile.
4. Zona Volcánica Taupo, Waikato, Nueva Zelanda.
5. Haukadalur, Vesturland, Islandia.
6. Valle de los Géiseres, Departamento de Tacna, Perú.
7. Volcán Copahue, Provincia del Neuquén - Alto Biobío, Argentina - Chile
8. Sol de Mañana, (a una altitud de 4850 m s. n. m.) Departamento de Potosí, Bolivia.
9. Maguarichi, Chihuahua, México. V3G3+27 Piedras de Lumbre, Chihuahua (google maps)

Hubo dos grandes campos de géiseres en Nevada —Beowawe y Steamboat Springs— pero fueron destruidos por la instalación de plantas de energía geotérmica cerca del lugar. Tras la instalación de las plantas, las perforaciones redujeron el calor y el agua subterránea acumulada hasta el punto que la actividad de los géiseres no pudo seguir. 
Hay otros géiseres individuales alrededor del mundo, en California, El Salvador, Perú, Bolivia, México, Brasil, Dominica, Azores, Kenia y Japón, pero no más agrupaciones de ellos.
Yellowstone es el campo hidrotermal más grande, con cientos de fuentes termales, y entre trescientos y quinientos géiseres. Yellowstone tiene al géiser más alto (Steamboat Geyser en Norris Geyser Basin) y el más conocido (Old Faithful en Upper Geyser Basin).
Muchos géiseres de Nueva Zelanda han sido destruidos en el último siglo. Mientras que otros se han extinguido o vuelto inactivos por causas naturales. La mayor reserva es Whakarewarewa en Rotorua. Dos tercios de los géiseres de Orakei Korako fueron inundados por la presa hidroeléctrica de Ohakuri en 1961. El campo Wairakei se perdió debido a una planta geotérmica en 1958. El campo Taupo Spa se perdió cuando el nivel del río Waikato fue alterado en los años 1950. El campo Rotomahana fue destruido por la erupción del monte Tarawera en 1886. El Géiser Waimangu que existió entre 1900 y 1904 fue el géiser más grande jamás conocido. Dejó de estar activo luego que un derrumbe cubriera su cráter. Unos pocos géiseres aún existen en la zona volcánica de Taupo como Ketetahi, Tokaanu y Waiotapu.

## Erupciones extraterrestres
Los géiseres no son un fenómeno exclusivo del planeta Tierra. Fuentes que expulsan nitrógeno líquido han sido observadas en Tritón, luna de Neptuno. Estos fenómenos han sido denominados como géiseres. En Tritón, los géiseres parecen ser conducidos por el calor solar en vez de energía geotérmica. El nitrógeno, en estado líquido por una especie de efecto invernadero, puede alcanzar la altura de 8 km al ser expulsado.
La misión Cassini-Huygens ha demostrado que la luna Encélado de Saturno posee verdaderos géiseres de agua, siendo claramente fotografiados, en un ejemplo de los llamados criovolcanes. Los expertos consideran que algún fenómeno (todavía por explicar) calienta el subsuelo helado de la luna y forma reservorios de agua líquida, que por presión acumulada llegan a romper el hielo superficial y verterse en el espacio del Anillo E de Saturno. De hecho se cree que dicho Anillo E está hecho de las eyecciones de Encélado.

### Géiseres en Tritón

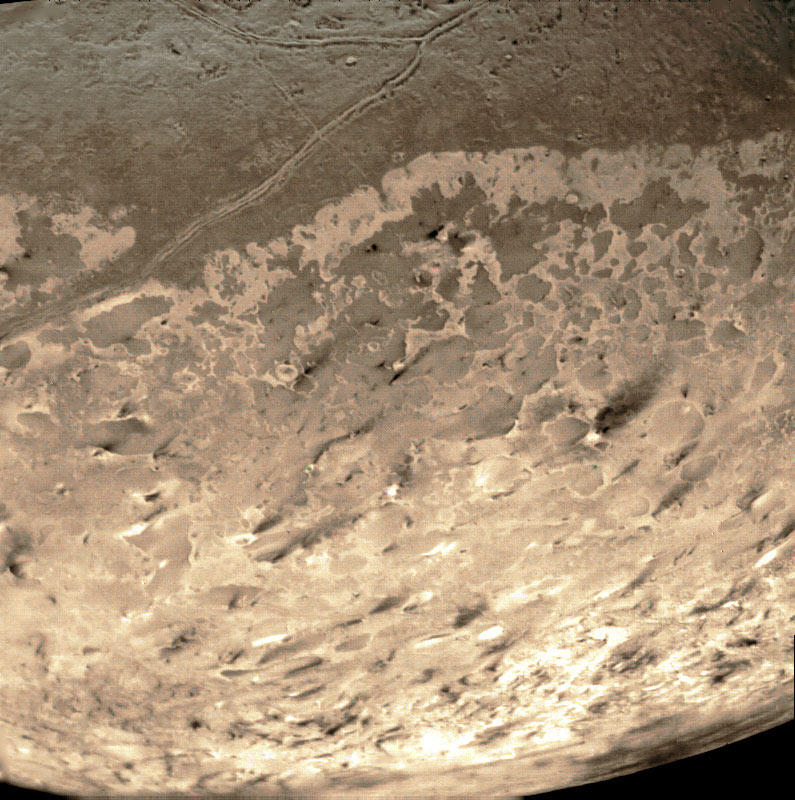
Las manchas oscuras en la superficie de Tritón se deben al material expelido por géiseres.

Una de las grandes sorpresas de la exploración del Voyager 2 en Neptuno en 1989 fue el descubrimiento de géiseres en su luna, Tritón. Los astrónomos divisaron vapor que se extendía unos 8 km sobre la superficie, y material depositado a unos 15 km curso abajo.
Todos los géiseres observados estaban ubicados entre los 40° y 60°S, cercano a la parte subpolar de Tritón. Esto indica que el calentamiento solar, aunque débil debido a la distancia, probablemente tiene un rol crucial. Esto ocurre ya que la superficie de Tritón consiste probablemente en una capa semitransparente de nitrógeno helado, lo cual crea una especie de efecto invernadero, calentando el material helado situado por debajo de la capa hasta que rompe la superficie en una erupción. Un incremento de la temperatura de solo 4 K por encima de la temperatura ambiente de la superficie, situada en 38 K, puede provocar erupciones a dichas alturas observadas.
La energía geotérmica puede ser importante también. Excepcionalmente para un satélite grande, Tritón orbita alrededor de Neptuno en una órbita retrograda—lo cual significa que se mueve en la dirección contraria a la rotación de Neptuno. Esto genera fuerzas de marea que están provocando que la órbita de Tritón decaiga, lo cual implica que en varios miles de millones de años alcanzará su límite de Roche con Neptuno. Las fuerzas de marea pueden incluso generar calor dentro de Tritón, del mismo modo en el que la gravedad del planeta Júpiter genera fuerzas de marea en la luna Ío que conducen su extrema actividad volcánica.
Cada erupción de un géiser de Tritón puede durar hasta un año, y durante este tiempo, cerca de 0,1 km³ de material puede ser depositado en la dirección del viento. Las imágenes del Voyager del hemisferio sur de Tritón muestran muchas rayas de material oscuro depositado por la actividad de los géiseres.

## Biología

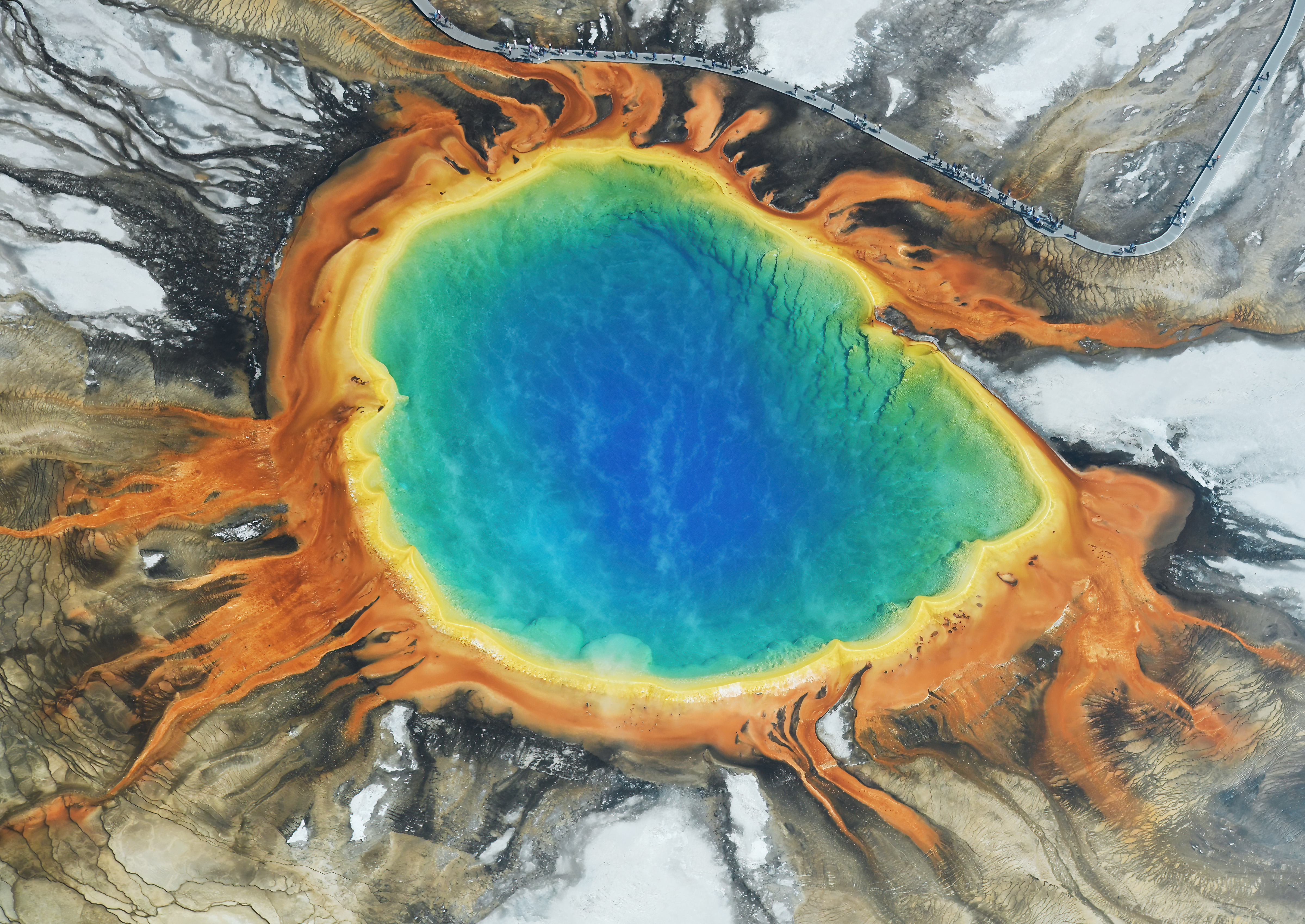
Los hipertermófilos producen algunos de los colores brillantes de Grand Prismatic Spring, Parque Nacional de Yellowstone.

Los colores específicos de los géiseres derivan del hecho de que, a pesar de las condiciones aparentemente duras, a menudo se encuentra vida en ellos (y también en otros hábitats calientes) en forma de procariotas termófilos. Ningún eucariota conocido puede sobrevivir por encima de 60 grados Celsius (140 °F)..
En la década de 1960, cuando apareció por primera vez la investigación de la biología de los géiseres, los científicos estaban generalmente convencidos de que ninguna forma de vida puede sobrevivir por encima de unos 73 grados Celsius (163,4 °F) -el límite superior para la supervivencia de las cianobacterias, ya que se destruiría la estructura de las proteínas celulares clave y el ácido desoxirribonucleico (ADN). La temperatura óptima para las bacterias termófilas se situó aún más baja, en torno a 55 grados Celsius (131 °F).
Sin embargo, las observaciones demostraron que es realmente posible que exista vida a altas temperaturas y que algunas bacterias incluso prefieren temperaturas superiores al punto de ebullición del agua. Se conocen docenas de bacterias de este tipo.
Los termófiloss prefieren temperaturas de 50 a 70 grados Celsius (122 a 158 °F), mientras que los hipertermófiloss crecen mejor a temperaturas tan altas como 80 a 110 grados Celsius (176 a 230 °F). Como tienen enzimas termoestables que conservan su actividad incluso a altas temperaturas, se han utilizado como fuente de herramientas termoestables, que son importantes en medicina y biotecnología, por ejemplo en la fabricación de antibióticoss, plásticoss, detergentess (mediante el uso de enzimas termoestables lipasas, pullulanasas y proteasas), y productos de fermentación (por ejemplo se produce etanol).  Entre ellas, la primera descubierta y la más importante para la biotecnología es Thermus aquaticus'.